# کووالانکا
کووالانکا (به لهستانی:  Kowalanka) یک روستا در لهستان است که در گمینا وولانوو واقع شده‌است.